# Wickrather Lederfabrik

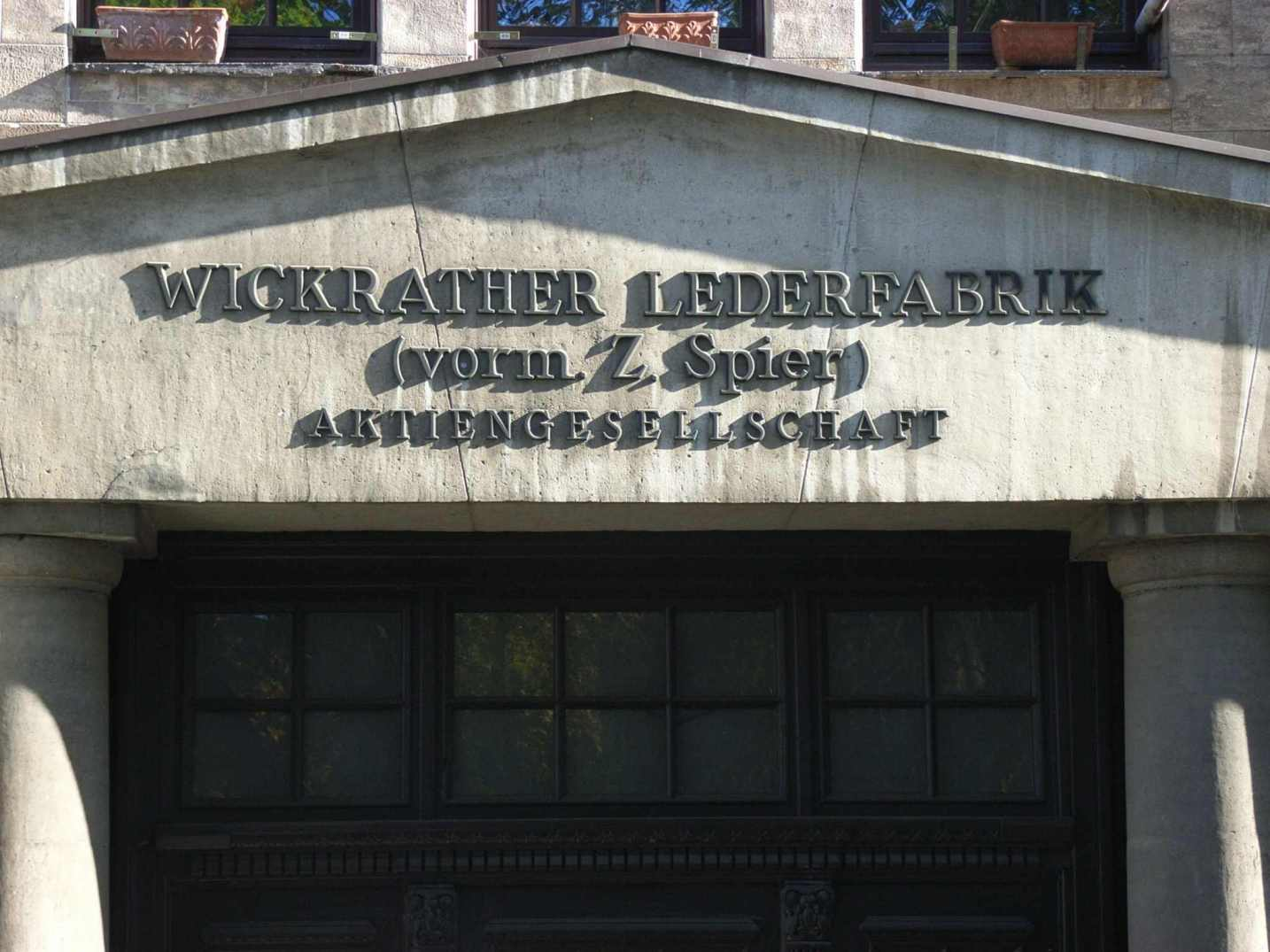
Firmen-Schriftzug am ehemaligen Verwaltungsgebäude, mit dem nach 1945 wieder aufgenommenen Zusatz „vormals Z. Spier“

Die Wickrather Lederfabrik war eine der größten Lederfabriken in Deutschland. Sie ging aus einer 1855 von Zacharias Spier (1836–1901) übernommenen Gerberei in Wickrath hervor, die 1889 in die Niederrheinische AG für Lederfabrikation (vormals Z. Spier) umgewandelt wurde und seit 1939 Wickrather Lederfabrik AG hieß. Das Unternehmen ging 1990 in Konkurs. Ein Teil der Fabrikanlagen blieb erhalten und wurde umgenutzt.

## Unternehmensgeschichte

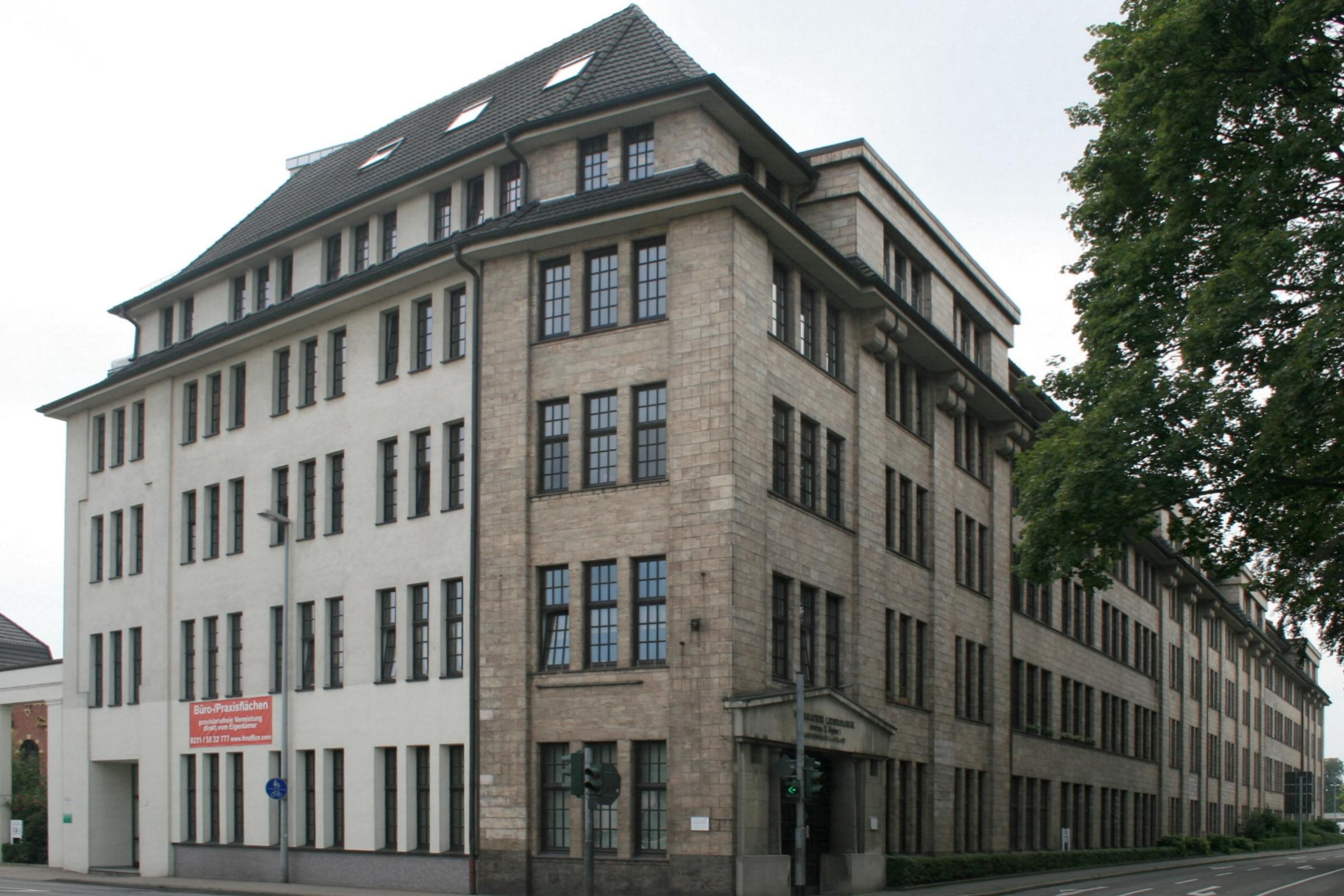
Denkmalgeschütztes ehemaliges Hauptgebäude (2010)

Aktie über 100 RM der Wickrather Lederfabrik AG vom 1. Oktober 1941

Im Jahr 1855 erwarb Zacharias Spier eine von drei kleinen Gerbereien in Wickrath. 1864 folgte der Eintrag ins Handelsregister. Dank guter Auslandsbeziehungen, zum Beispiel in die USA, und dem Einsatz damals modernster Technik war das Unternehmen in der Lage, sich stetig zu vergrößern und bald zu einer der größten Lederfabriken Deutschlands zu avancieren. Im Rahmen weiterer Expansion wurde das Unternehmen zum 14. Februar 1889 in eine Aktiengesellschaft umgewandelt, die Firma lautete Niederrheinische AG für Lederfabrikation (vormals Z. Spier).
Nach dem Ersten Weltkrieg, der die weitgehende Einbuße der ausländischen Absatzgebiete mit sich brachte, liefen die Geschäfte nach Überwindung der Hochinflation noch gut, auch die Weltwirtschaftskrise ab 1929 überstand das Unternehmen trotz erheblicher Verluste. Die Erben Spiers besaßen die Aktienmehrheit und stellten mit Louis Spier und Victor Spier den Vorstand. 1932 beschrieb das Handbuch der deutschen Aktiengesellschaften die Produktion des Unternehmens wie folgt: „Diese erstreckt sich auf sämtliche feineren Rindledersorten für Schuh-, Portefeuille-, Koffer-, Taschen- und Möbelzwecke, für Wagenbauer und Sattler, sowie Spalten aller Art, außerdem werden große Quantitäten lackierter Leder für alle Zwecke hergestellt.“
Die Familie Spier galt nach den Nürnberger Gesetzen als jüdisch und sollte aus dem Unternehmen gedrängt werden. 1936 wurde gegen die Unternehmensleitung wegen „Devisenvergehen und versuchter Steuerhinterziehung“ ermittelt, in der Folge wurde der Betrieb „arisiert“, die Familie Spier emigrierte. 1939 erfolgte auch eine Umbenennung in Wickrather Lederfabrik AG. In den Jahren vor dem Zweiten Weltkrieg wurden bis zu 500 Mitarbeiter beschäftigt. Im Krieg wurden die Produktionsanlagen stark beschädigt.
1948 kehrte die Familie Spier zurück, doch das geschwächte Unternehmen, mit zu dieser Zeit nur noch rund 200 Mitarbeitern, konnte sich nicht wieder erholen. In den 1950er Jahren wurden aufgrund der immer geringer werdenden Nachfrage nach echtem Leder erste Teile der Produktion eingestellt, und auch die um fünf Jahre vorgezogene Hundertjahrfeier konnte über die offensichtlichen Probleme nicht hinwegtäuschen.
Die Umwandlung in eine Lohngerberei als überwiegend britisch geführte Handelsgesellschaft im Jahr 1974 war der letzte vergebliche Versuch, das Unternehmen zu retten. 1990 meldete die Wickrather Lederfabrik AG Konkurs an.

## Heutige Nutzung

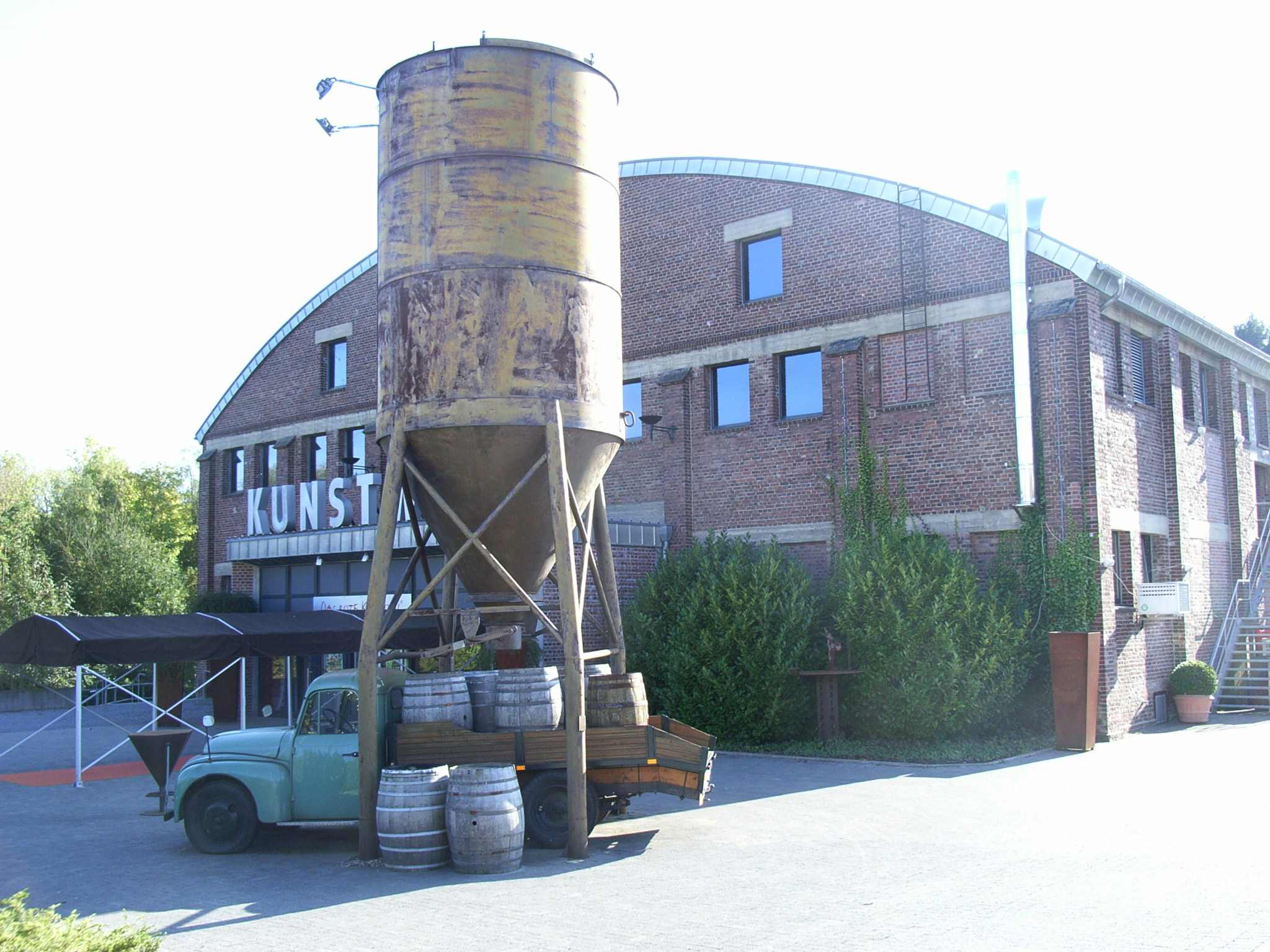
Kulturzentrum KUNSTWERK®

Das große mehrgeschossige Hauptgebäude an der Ecke Beckrather und Wickrathberger Straße wurde grundlegend umgebaut und hat an der Straßenseite seine historische Steinfassade behalten. Es beherbergt nun zahlreiche Wohnungen und Geschäftsräume. Die meisten Fabrikhallen auf dem Gelände sind verschwunden, stattdessen wurden große Parkplätze angelegt. Es finden sich des Weiteren ein Brauhaus, verschiedene Supermärkte, Arztpraxen und in einer verbliebenen Werkshalle das Veranstaltungszentrum KUNSTWERK® mit der Live-Bühne Rotes Krokodil. Einige noch erhaltene Gebäude der Lederfabrik, darunter das Hauptgebäude, wurden am 17. September 1991 unter der Nummer B 126 in die Denkmalliste der Stadt Mönchengladbach aufgenommen.